# Hair of the Dog (album)
Albums de Nazareth
Rampant
(1974) Close Enough for Rock'n'Roll
(1976)
Hair of the Dog est le sixième album studio du groupe écossais Nazareth, sorti le 5 avril 1975.

## Titre de l'album
Le titre de l'album était initialement Son of a Bitch qui figure dans les paroles de la chanson titre : Now you're messin' with a son of a bitch
Le label américain a obligé le groupe à rebaptiser l'album ; le groupe a donc choisi l'euphémisme Heir of the Dog, signifiant littéralement « héritier du chien », et qui devint Hair of the dog, une expression populaire. Contrairement à une croyance répandue, il n'y a pas eu de première impression de l'album avec le titre Heir of the Dog.

## Hair Of The Dog
01. Hair Of The Dog (Sweet/Charlton/Agnew/McCafferty) [4 min 11 s]
02. Miss Misery (Sweet/Charlton/Agnew/McCafferty) [4 min 43 s]
03. Guilty (Randy Newman) [3 min 40 s]
04. Changin' Times (Sweet/Charlton/Agnew/McCafferty) [5 min 59 s]
05. A) Beggar's Day (Nils Lofgren) [6 min 30 s]
..... B) Rose In The Heather (Sweet/Charlton/Agnew/McCafferty)
06. Whiskey Drinkin' Woman (Sweet/Charlton/Agnew/McCafferty) [5 min 30 s]
07. Please Don't Judas Me (Sweet/Charlton/Agnew/McCafferty) [9 min 44 s]

## Bonus réédition CD 2010 (Singles studio)
08. Love Hurts (single) (Boudleaux Bryant) [3 min 52 s]
09. My White Bicycle (single)'(Ken Burgess/Keith Hopkins) [3 min 25 s]
10. Holy Roller (single) (Sweet/Charlton/Agnew/McCafferty) [3 min 24 s]
11. Railroad Boy (face B de "Holy Roller") (Sweet/Charlton/Agnew/McCafferty) [4 min 06 s]

## Bonus réédition CD 2010 (BBC Sessions, Paris Theatre)
12. Hair Of The Dog [3 min 47 s]
13. Holy Roller [4 min 22 s]
14. Teenage Nervous Breakdown [4 min 21 s]
15. This Flight Tonight [3 min 37 s]
16. Road Ladies (Frank Zappa) [7 min 02 s]

## Musiciens
- Dan McCafferty (chant, talkbox sur Hair of the dog)
- Manuel Charlton (guitares, synthétiseur)
- Pete Agnew (basse, chœurs)
- Darrell Sweet (batterie, percussions, chœurs)

## Musiciens additionnels
- Max Middleton (piano "Guilty")
- Simon Phillips (tabla "Please don't Judas me")
- Vicky Silva (chœurs "Please don't Judas me")
- Vicky Brown, Lisa Strike, Barry St. John (chœurs "Guilty")

## Crédits
- Produit par Manny Charlton (Mountain Records)
- Enregistré aux Escape Studios (Kent, Angleterre) par Tony Taverner.
- Mixage et enregistrements supplémentaires à AIR (Londres) par "Django" John Punter.
- Pochette : Dave Roe
- BBC live recordings enregistré à Paris Theatre et diffusé le 27 novembre 1975.